# Garcinia opaca
Garcinia opaca là một loài thực vật có hoa thuộc họ Clusiaceae.
Loài này chỉ có ở Malaysia.